# Бауманская, 13
«Бауманская, 13» — московская арт-галерея (сквот), существовавшая c 1993 по 1999 год. Директором и куратором Галереи «Бауманская, 13» выступал художник Авдей Тер-Оганьян.

## История
После выселения сквота/галереи из дома в Трёхпрудном переулке летом 1993 года большая часть художников перебралась в старый дом № 13 на улице Бауманской, где и была реанимирована практика четвергов под кодовым названием Галерея «Бауманская, 13».

## Известные обитатели сквота[4]
- Анзельм, Владимир Генрихович[5]
- Дубосарский, Владимир Ефимович[6]
- Кошляков, Валерий Николаевич[6]
- Савко, Александр Андреевич[7]
- Сигутин, Александр Васильевич[6]
- Тер-Оганьян, Авдей Степанович[6]
- Тер-Оганьян, Давид Авдеевич[6]
- Шабельников, Юрий Леонидович[6]
- Шеховцов, Сергей Васильевич[7]

## Цитаты
- «Мастерская Кошлякова находится этажом ниже, в восьмикомнатной квартире с высокими потолками, заселенной в основном художниками. Квартира забита холстом, рамами и картинами. От них стоит запах красок и клея. В мастерской Кошлякова сохранилась печка, облицованная кафелем. Стены обклеены белой бумагой А-второго формата, которую он задешево достал в какой-то типографии. Мастерская достаточно просторная, Кошляков складирует в ней огромных размеров произведения — немецкие фотообои, на которых он нарисовал архитектурные фантазии. Еще есть картины с изображением видов Москвы, на которых город напоминает древнеримские или древнегреческие монументы. Есть картина Садового кольца, к которой прилагается гипсовый макет фигуры советского интеллигента в галстуке, читающего книгу. Макет Кошляков нашел в развалинах мастерской скульптора Томского»[6] —— Катарина Венцль, 2005.